# Jean Tabary
Jean Tabary fue un historietista francés, nacido el 5 de marzo de 1930 en Estocolmo y fallecido el 18 de agosto de 2011 en  Pont-l'Abbé-d'Arnoult (Francia), a los 81 años.

## Biografía
Jean Tabary inició su carrera como historietista con la serie Richard et Charlie, realizada para el semanario Vaillant.
Otras creaciones de Tabary son Totoche, Corinne et Jeannot, Luc et Laura, La famille Hautympan, y Valentin le Vagabond.
Su producción más famosa es Iznogud, realizada junto con el guionista René Goscinny.

## Obra
| Serie                | FEcha     | Publicación     | Álbumes | Editor                    | Notas                                   |
| -------------------- | --------- | --------------- | ------- | ------------------------- | --------------------------------------- |
| Richard et Charlie   | 1955-1962 | Vaillant        | 1       | Glénat                    |                                         |
| Totoche              | 1959-1976 | Vaillant y Pif  | 14      | Vaillant y Dargaud        |                                         |
| Iznogoud             | 1962–2004 | Record y Pilote | 27      | Dargaud                   | Con guiones de René Goscinny hasta 1977 |
| Valentin le vagabond | 1962–1977 | Pilote          | 7       | Dargaud                   | Creado con Goscinny                     |
| Corinne et Jeannot   | 1966–2005 | Pif             | 7       | Vaillant, Dargaud, Tabary |                                         |